# Eremiascincus
Eremiascincus is een geslacht van hagedissen uit de familie skinken (Scincidae).

## Naam en indeling
De wetenschappelijke naam van de groep werd voor het eerst voorgesteld door Allen Eddy Greer in 1979.
Er zijn vijftien soorten, inclusief de pas in 2018 beschreven soort Eremiascincus rubiginosus. Alle soorten komen voor in delen van Australië en Indonesië.

## Uiterlijke kenmerken
De lichaamskleur is bruin, de onderzijde is veel lichter tot wit. Sommige soorten hebben een patroon van lichtere en donkere vlekjes op de rugzijde, maar de meeste soorten hebben een duidelijke en afstekende zeer donkere bandering van smalle strepen een de bovenzijde.
De soorten blijven relatief klein en bereiken een lichaamslengte tot ongeveer elf centimeter exclusief de staart. De staart is langer dan het lichaam tot maximaal 1,7 maal de lichaamslengte. De poten zijn goed ontwikkeld en hebben altijd vijf vingers en tenen.
De ogen hebben beweegbare oogleden, de oogleden hebben geen doorzichtig venster. De iris is zeer donker en moeilijk te onderscheiden van de pupil. De gehooropeningen zijn vrij klein, ze hebben geen lobachtige schubben zoals bij verwante skinken voorkomt.

## Levenswijze
De skinken zijn voornamelijk schemer- tot nachtactief en schuilen overdag in holen zoals verlaten konijnenholen maar ook wel in rotsspleten, onder stenen en in de strooisellaag. De vrouwtjes zetten eieren af op de bodem.

## Verspreiding en habitat
De soorten leven in zuidelijk Azië in Indonesië en in delen van Australië. In Australië komen de verschillende soorten voor in de staten New South Wales, Noordelijk Territorium, Queensland, West-Australië en Zuid-Australië.
De habitat verschilt van drogere, zanderige woestijngebieden tot sterk begroeide en meer vochtige bossen. Sommige soorten komen aan de rand van zeer vochtige gebieden zoals moerassen voor.
Door de internationale natuurbeschermingsorganisatie IUCN is aan elf soorten een beschermingsstatus toegewezen. Tien soorten worden als 'veilig' beschouwd (Least Concern of LC), de soort Eremiascincus timorensis heeft de status 'onzeker' (Data Deficient of DD).

## Soorten
Het geslacht omvat de volgende soorten, met de auteur en het verspreidingsgebied.
| Naam                       | Auteur                           | Verspreidingsgebied                                                                             |
| -------------------------- | -------------------------------- | ----------------------------------------------------------------------------------------------- |
| Eremiascincus antoniorum   | Smith, 1927                      | Indonesië                                                                                       |
| Eremiascincus brongersmai  | Storr, 1972                      | Australië (West-Australië)                                                                      |
| Eremiascincus butlerorum   | Aplin, How & Boeadi, 1993        | Indonesië                                                                                       |
| Eremiascincus douglasi     | Storr, 1967                      | Australië (Noordelijk Territorium)                                                              |
| Eremiascincus emigrans     | Lidth De Jeude, 1895             | Indonesië                                                                                       |
| Eremiascincus fasciolatus  | Günther, 1867                    | Australië (Queensland)                                                                          |
| Eremiascincus intermedius  | Sternfeld, 1919                  | Australië (Noordelijk Territorium, West-Australië)                                              |
| Eremiascincus isolepis     | Boulenger, 1887                  | Australië (Noordelijk Territorium, West-Australië)                                              |
| Eremiascincus musivus      | Mecke, Doughty & Donnellan, 2009 | Australië (West-Australië)                                                                      |
| Eremiascincus pallidus     | Günther, 1875                    | Australië (Noordelijk Territorium, West-Australië, Zuid-Australië)                              |
| Eremiascincus pardalis     | Macleay, 1877                    | Australië (Queensland)                                                                          |
| Eremiascincus phantasmus   | Mecke, Doughty & Donnellan, 2013 | Australië (New South Wales, Noordelijk Territorium, Queensland, Zuid-Australië)                 |
| Eremiascincus richardsonii | Gray, 1845                       | Australië (New South Wales, Noordelijk Territorium, Queensland, West-Australië, Zuid-Australië) |
| Eremiascincus rubiginosus  | Mecke & Doughty, 2018            | Australië (West-Australië)                                                                      |
| Eremiascincus timorensis   | Greer, 1990                      | Indonesië                                                                                       |